# Prusy Zachodnie
Prusy Zachodnie (niem. Provinz Westpreußen) – prowincja państwa pruskiego, powstała na początku 1773, po I rozbiorze Polski i włączeniu koronnych, czyli Pomorza Gdańskiego bez Gdańska – anektowany po II rozbiorze, ziemi chełmińskiej bez Torunia – również anektowany po II rozbiorze, Powiśla, Warmii, wschodnich Kujaw do Królestwa Prus. Dodatkowo obejmowała okręg nadnotecki (Bydgoszcz). Stolicą prowincji został Kwidzyn, a od 1793, po II rozbiorze Gdańsk. W 1905 powierzchnia prowincji wynosiła 25 534,9 km² i zamieszkiwało ją 1 641 936 mieszkańców.

## Zmiany terytorialne

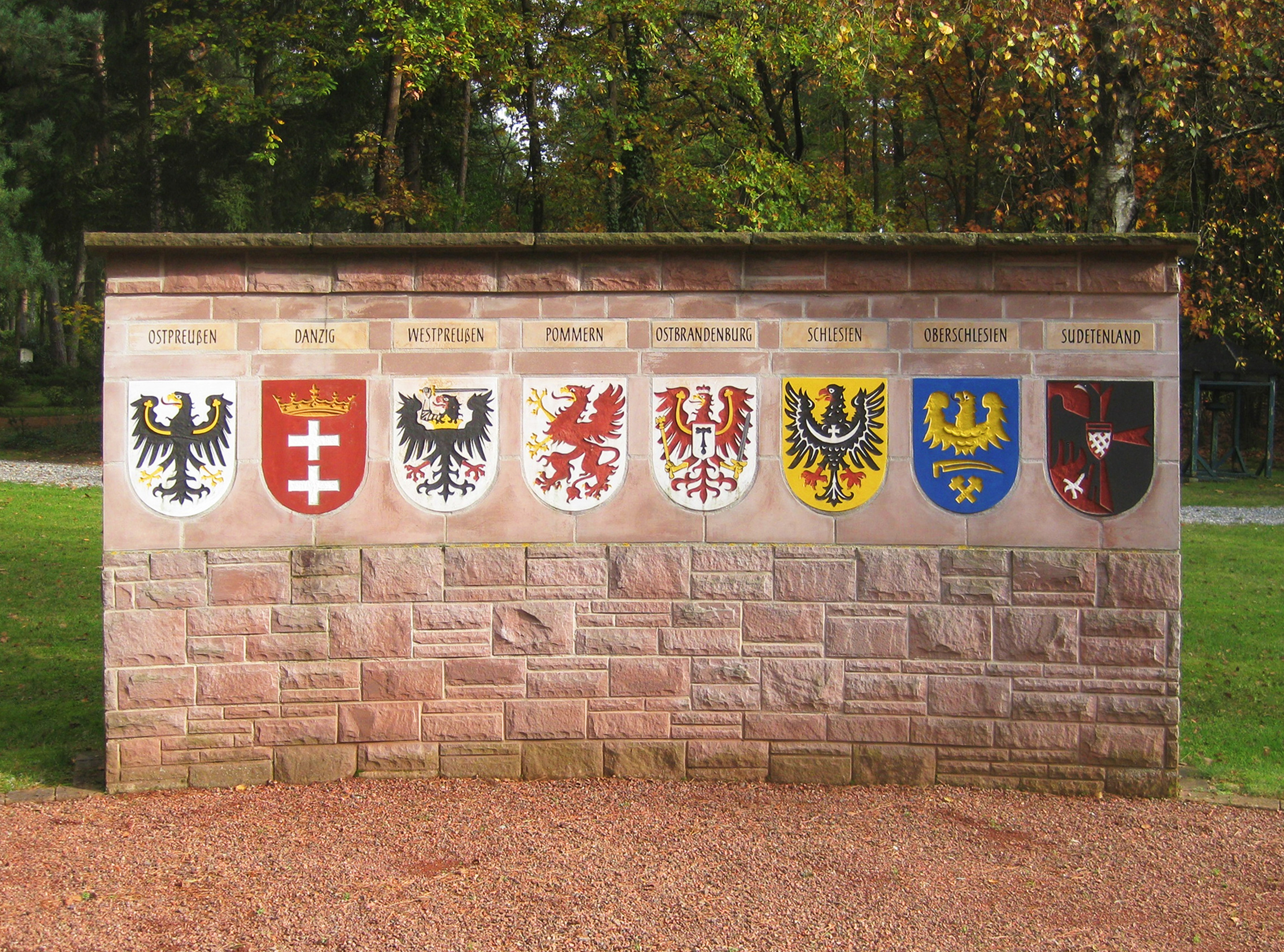
Cmentarz w Bielefeld. Herby ziem utraconych przez Niemcy po II wojnie światowej. Na rzecz Polski i ZSRR: Prusy Wschodnie, na rzecz Polski: Gdańsk, Prusy Zachodnie, Pomorze, Brandenburgia Wschodnia, Dolny Śląsk, Górny Śląsk i na rzecz Czechosłowacji: Kraj Sudetów

Z początku Prusy Zachodnie dzieliły się na dwa departamenty: gdański i kwidzyński, w 1818 przemianowane na rejencje o tych samych nazwach. Po pokoju w Tylży w 1807 obszar prowincji zmniejszył się o tereny wokół Bydgoszczy, Ziemię Chełmińską z Toruniem, które przeszły do Księstwa Warszawskiego, oraz o terytorium Gdańska ogłoszonego wolnym miastem. W 1814 Gdańsk, a w 1815 ziemia chełmińska z Toruniem wróciły do Prus Zachodnich. Odtąd Westpreußen obejmowały ten sam teren (aż do 1918). W latach 1824–1829 funkcjonowała unia personalna między Prusami Zachodnimi i Prusami Wschodnimi, a w 1829 formalnie zjednoczono obie prowincje w jedną prowincję o nazwie Prusy. W 1878 unia została rozwiązana i wrócono do sytuacji z 1823.
W wyniku traktatu wersalskiego od Prus odpadła większa część Pomorza Gdańskiego z ziemią chełmińską, Kociewiem i częścią Kaszub. Przy Niemczech pozostały zachodnie skrawki Westpreußen (powiaty: Wałcz, Złotów i Człuchów), które wraz z pozostałymi przy Niemczech fragmentami prowincji poznańskiej złożyły się na prowincję o nazwie Marchia Graniczna Poznań-Prusy Zachodnie. Wschodnia część prowincji z powiatami Kwidzyn, Sztum, Malbork, Susz i Elbląg została dołączona do Prus Wschodnich i funkcjonowała w ich ramach jako rejencja zachodniopruska. Gdańsk z okolicami został w 1920 ogłoszony wolnym miastem.
W 1938 prowincja Marchia Graniczna Poznań-Prusy Zachodnie została rozwiązana i rozdzielono ją między sąsiednie: Brandenburgię, Śląsk i Pomorze. Powiaty wałecki, złotowski i człuchowski wcielono do prowincji pomorskiej.
W wyniku okupacji niemieckiej 1939–1945 powstał Okręg Rzeszy Gdańsk-Prusy Zachodnie, nieco większy od prowincji zachodniopruskiej w latach 1815–1918 (doszły powiaty bydgoski, lipnowski, rypiński, wyrzyski oraz miasto Bydgoszcz; poza granicami pozostały powiaty człuchowski, złotowski i wałecki). Obejmował on dużą część przedwojennego województwa pomorskiego (bez powiatów inowrocławskiego, nieszawskiego, szubińskiego i włocławskiego), rejencję zachodniopruską (której przywrócono nazwę: rejencja kwidzyńska) i Wolne Miasto Gdańsk. Na jego czele stał Albert Forster jako gauleiter NSDAP i zarazem Namiestnik Rzeszy. Po 1945 nazwa Prusy Zachodnie wyszła w Polsce z obiegu, choć nadal używana jest w Niemczech na określenie Pomorza Gdańskiego, zamiennie z nazwą Pommerellen (termin Pommern zarezerwowany jest w Niemczech tylko dla dawnej prowincji pomorskiej).
Prowincja posiadała swój hymn, zwany Westpreussenlied, którego twórcami byli P. Felske i H. Hartmann.

## Demografia, warunki naturalne i gospodarka
Prusy Zachodnie miały charakter krainy rolniczej – pola uprawne zajmowały 54%, a łąki i pastwiska 18% powierzchni prowincji – i o stosunkowo wyższym zalesieniu (21% powierzchni) niż sąsiadujące prowincje Prus. Również odsetek osób zatrudnionych w rolnictwie był wyższy niż średnia dla Prus, a wskaźnik urbanizacji niższy.
Około połowy mieszkańców prowincji wyznawało wiarę katolicką, co wynikało przede wszystkim ze zbliżonego odsetka ludności polskiej, przy czym z biegiem lat odsetek katolików rósł i przed końcem XIX wieku przekroczył 50%..
| Rok  | Liczba ludności | Liczba ludności mieszkająca w miejscowościach pow. 2 tys. mieszkańców | Odsetek osób wyznania ewangelickiego | Odsetek osób wyznania rzymskokatolickiego | Odsetek osób wyznania żydowskiego | Odsetek osób zatrudnionych w przemyśle i budownictwie | Odsetek osób zatrudnionych w handlu i usługach | Odsetek osób zatrudnionych w rolnictwie i hodowli zwierząt | Przyrost naturalny |
| ---- | --------------- | --------------------------------------------------------------------- | ------------------------------------ | ----------------------------------------- | --------------------------------- | ----------------------------------------------------- | ---------------------------------------------- | ---------------------------------------------------------- | ------------------ |
| 1875 | 1 342 750       | 26,6%                                                                 | 48%                                  | 49%                                       | 2%,                               | 18%                                                   | 7%                                             | 65%                                                        | 15‰                |
| 1895 | 1 494 360       | brak danych                                                           | 48%                                  | 50%                                       | 1,5%                              | 25%                                                   | 9%                                             | 66%                                                        | 21‰                |
| 1910 | 1 703 474       | 40%                                                                   | 46%                                  | 52%                                       | 0,8%                              | 26%                                                   | 10%                                            | 64%                                                        | 17‰                |

Udział ludności mówiącej językiem polskim lub pokrewnym zmieniał się w czasie, spadając z 51,9% w 1819 roku do 35,5 w 1910. Był również zróżnicowany regionalnie, od 0,27 w powiecie elbląskim do 79,44 w lubawskim (w 1905).

## Podział administracyjny

Podział administracyjny na rejencje i powiaty

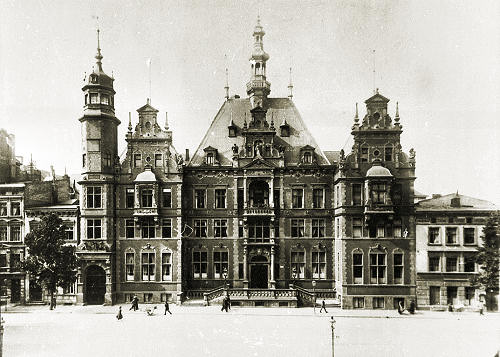
Gmach Sejmu Prus Zachodnich w Gdańsku

Stolicą Prus Zachodnich było miasto Danzig (dziś: Gdańsk). Tworzyły je dwie rejencje: rejencja gdańska (Regierungsbezirk Danzig) oraz rejencja kwidzyńska (Regierungsbezirk Marienwerder)

### Rejencja gdańska
1. Powiaty miejskie:
- Danzig (Gdańsk)
- Elbing (Elbląg)

2. Powiaty ziemskie:
- Berent (Kościerzyna)
- Danzig (Gdańsk)
- Danziger Höhe (Gdańskie Wyżyny)
- Danziger Niederung (Gdańskie Niziny)
- Dirschau (Tczew)
- Elbing (Elbląg)
- Karthaus (Kartuzy)
- Marienburg (Westpr.) (Malbork)
- Neustadt i. Westpr. (Wejherowo)
- Preußisch Stargard (Starogard Gdański)
- Putzig (Puck)

### Rejencja kwidzyńska

Procentowy udział ludności pod względem językowym, z podziałem na powiaty.

1. Powiaty miejskie:
- Procentowy udział ludności pod względem językowym, z podziałem na powiaty.     Graudenz (Grudziądz)
- Thorn (Toruń)

2. Powiaty ziemskie:
- Briesen (Wąbrzeźno)
- Deutsch Krone (Wałcz)
- Flatow (Złotów)
- Graudenz (Grudziądz)
- Konitz (Chojnice)
- Kulm (Chełmno)
- Löbau (Lubawa)
- Marienwerder (Kwidzyn)
- Rosenberg i. Westpr. (Susz)
- Schlochau (Człuchów)
- Schwetz (Świecie)
- Strasburg i. Westpr. (Brodnica)
- Stuhm (Sztum)
- Thorn (Toruń)
- Tuchel (Tuchola)

## Nadprezydenci Prus Zachodnich (1816–1919)
| Lata urzędowania | Nadprezydent                            | Lata życia  |
| ---------------- | --------------------------------------- | ----------- |
| 1816 – 1829      | Theodor Heinrich von Schön              | 1773 – 1856 |
| 1878 – 1879      | Heinrich Karl Julius von Achenbach      | 1829 – 1899 |
| 1879 – 1888      | Karl Adolf August Ernst von Ernsthausen | 1827 – 1894 |
| 1888 – 1891      | Adolf Hilmar von Leipziger              | 1825 – 1891 |
| 1891 – 1902      | Gustav Heinrich Konrad von Gossler      | 1838 – 1902 |
| 1902 – 1905      | Clemens Gottlieb Ernst von Delbrück     | 1856 – 1921 |
| 1905 – 1919      | Ernst Ludwig von Jagow                  | 1853 – 1930 |
| 1919 – 1920      | Bernhard Schnackenburg                  | 1867 – 1924 |

Od 3 grudnia 1829, do 1 kwietnia 1878 Prusy Zachodnie były połączone z Prusami Wschodnimi.

## Wykaz miast 1773–1824 i 1878–1922 (stan ludności na 1 grudnia 1905)
| Herb | Miasto                              | Nazwa niem. 1905    | Ludność 1905 | Rejencja 1905 | Powiat 1905                       | Obecna lokacja |
| ---- | ----------------------------------- | ------------------- | ------------ | ------------- | --------------------------------- | -------------- |
|      | Gdańsk                              | Danzig              | 160 090      | gdańska       | Gdańsk-Miasto (Danzig-Stadt)      | Polska         |
|      | Elbląg                              | Elbing              | 55 627       | gdańska       | Elbląg-Miasto (Elbing-Stadt)      | Polska         |
|      | Toruń                               | Thorn               | 43 658       | kwidzyńska    | Toruń-Miasto (Thorn-Stadt)        | Polska         |
|      | Grudziądz                           | Graudenz            | 35 953       | kwidzyńska    | Grudziądz-Miasto (Graudenz-Stadt) | Polska         |
|      | Tczew                               | Dirschau            | 14 184       | gdańska       | tczewski (Dirschau)               | Polska         |
|      | Malbork                             | Marienburg          | 13 095       | gdańska       | malborski (Marienburg)            | Polska         |
|      | Kwidzyn                             | Marienwerder        | 11 828       | kwidzyńska    | kwidzyński (Marienwerder)         | Polska         |
|      | Sopot (miasto od 1901)              | Zoppot              | 11 800       | gdańska       | wejherowski (Neustadt)            | Polska         |
|      | Chełmno                             | Kulm                | 11 665       | kwidzyńska    | chełmiński (Kulm)                 | Polska         |
|      | Chojnice                            | Konitz              | 11 014       | kwidzyńska    | chojnicki (Konitz)                | Polska         |
|      | Starogard Gdański                   | Preußisch Stargard  | 10 485       | gdańska       | starogardzki (Preußisch Stargard) | Polska         |
|      | Chełmża                             | Kulmsee             | 10 007       | kwidzyńska    | toruński (Thorn-Land)             | Polska         |
|      | Iława                               | Deutsch Eylau       | 9531         | kwidzyńska    | suski (Rosenberg)                 | Polska         |
|      | Wejherowo                           | Neustadt            | 8389         | gdańska       | wejherowski (Neustadt)            | Polska         |
|      | Świecie                             | Schwetz             | 7747         | kwidzyńska    | świecki (Schwetz)                 | Polska         |
|      | Oliwa (miasto 1914–1918)            | Oliwa               | 7612         | gdańska       | Gdańskie Wyżyny (Danziger Höhe)   | Polska         |
|      | Wąbrzeźno                           | Briesen             | 7526         | kwidzyńska    | wąbrzeski (Briesen)               | Polska         |
|      | Wałcz                               | Deutsch Krone       | 7516         | kwidzyńska    | wałecki (Deutsch Krone)           | Polska         |
|      | Brodnica                            | Strasburg           | 7217         | kwidzyńska    | brodnicki (Strasburg)             | Polska         |
|      | Kościerzyna                         | Berent              | 6207         | gdańska       | kościerski (Berent)               | Polska         |
|      | Jastrowie                           | Jastrow             | 5396         | kwidzyńska    | wałecki (Deutsch Krone)           | Polska         |
|      | Nowe                                | Neuenburg           | 5142         | kwidzyńska    | świecki (Schwetz)                 | Polska         |
|      | Lubawa                              | Löbau               | 5048         | kwidzyńska    | lubawski (Löbau)                  | Polska         |
|      | Prabuty                             | Riesenburg          | 4826         | kwidzyńska    | suski (Rosenberg)                 | Polska         |
|      | Złotów                              | Flatow              | 4164         | kwidzyńska    | złotowski (Flatow)                | Polska         |
|      | Gniew                               | Mewe                | 4033         | kwidzyńska    | kwidzyński (Marienwerder)         | Polska         |
|      | Sępólno Krajeńskie                  | Zempelburg          | 3810         | kwidzyńska    | złotowski (Flatow)                | Polska         |
|      | Lidzbark                            | Lautenburg          | 3806         | kwidzyńska    | brodnicki (Strasburg)             | Polska         |
|      | Nowe Miasto Lubawskie               | Neumark             | 3801         | kwidzyńska    | lubawski (Löbau)                  | Polska         |
|      | Debrzno                             | Preußisch Friedland | 3730         | kwidzyńska    | człuchowski (Schlochau)           | Polska         |
|      | Człuchów                            | Schlochau           | 3531         | kwidzyńska    | człuchowski (Schlochau)           | Polska         |
|      | Krajenka                            | Krojanke            | 3465         | kwidzyńska    | złotowski (Flatow)                | Polska         |
|      | Tuchola                             | Tuchel              | 3448         | kwidzyńska    | tucholski (Tuchel)                | Polska         |
|      | Tolkmicko                           | Tolkemit            | 3386         | gdańska       | elbląski (Elbing-Land)            | Polska         |
|      | Skarszewy                           | Schöneck            | 3379         | gdańska       | kościerski (Berent)               | Polska         |
|      | Susz                                | Rosenberg           | 3259         | kwidzyńska    | suski (Rosenberg)                 | Polska         |
|      | Dzierzgoń                           | Christburg          | 3005         | kwidzyńska    | sztumski (Stuhm)                  | Polska         |
|      | Czarne                              | Hammerstein         | 2992         | kwidzyńska    | człuchowski (Schlochau)           | Polska         |
|      | Nowy Dwór Gdański (miasto od 1880)  | Tiegenhof           | 2872         | gdańska       | malborski (Marienburg)            | Polska         |
|      | Więcbork                            | Vandsburg           | 2836         | kwidzyńska    | złotowski (Flatow)                | Polska         |
|      | Łasin                               | Lessen              | 2720         | kwidzyńska    | grudziądzki (Graudenz-Land)       | Polska         |
|      | Nowy Staw                           | Neuteich            | 2648         | gdańska       | malborski (Marienburg)            | Polska         |
|      | Sztum                               | Stuhm               | 2557         | kwidzyńska    | sztumski (Stuhm)                  | Polska         |
|      | Biały Bór                           | Baldenburg          | 2511         | kwidzyńska    | człuchowski (Schlochau)           | Polska         |
|      | Kisielice                           | Freystadt           | 2425         | kwidzyńska    | suski (Rosenberg)                 | Polska         |
|      | Kowalewo Pomorskie (miasto do 1833) | Schönsee            | 2352         | kwidzyńska    | wąbrzeski (Briesen)               | Polska         |
|      | Puck                                | Putzig              | 2160         | gdańska       | pucki (Putzig)                    | Polska         |
|      | Człopa                              | Schloppe            | 2130         | kwidzyńska    | wałecki (Deutsch Krone)           | Polska         |
|      | Tuczno                              | Tütz                | 2120         | kwidzyńska    | wałecki (Deutsch Krone)           | Polska         |
|      | Mirosławiec                         | Märkisch Friedland  | 2117         | kwidzyńska    | wałecki (Deutsch Krone)           | Polska         |
|      | Radzyń Chełmiński                   | Rehden              | 2074         | kwidzyńska    | grudziądzki (Graudenz-Land)       | Polska         |
|      | Biskupiec                           | Bischofswerder      | 2060         | kwidzyńska    | suski (Rosenberg)                 | Polska         |
|      | Górzno                              | Gorzno              | 1601         | kwidzyńska    | brodnicki (Strasburg)             | Polska         |
|      | Kamień Krajeński                    | Kamin               | 1520         | kwidzyńska    | złotowski (Flatow)                | Polska         |
|      | Golub                               | Gollub              | 1379         | kwidzyńska    | wąbrzeski (Briesen)               | Polska         |
|      | Gardeja                             | Garnsee             | 984          | kwidzyńska    | kwidzyński (Marienwerder)         | Polska         |
|      | Kurzętnik (miasto do 1905)          | Kauernik            | 825          | kwidzyńska    | lubawski (Löbau)                  | Polska         |
|      | Lędyczek                            | Landeck             | 809          | kwidzyńska    | człuchowski (Schlochau)           | Polska         |
|      | Hel (miasto do 1872)                | Hela                | 604          | gdańska       | pucki (Putzig)                    | Polska         |

## Miasta

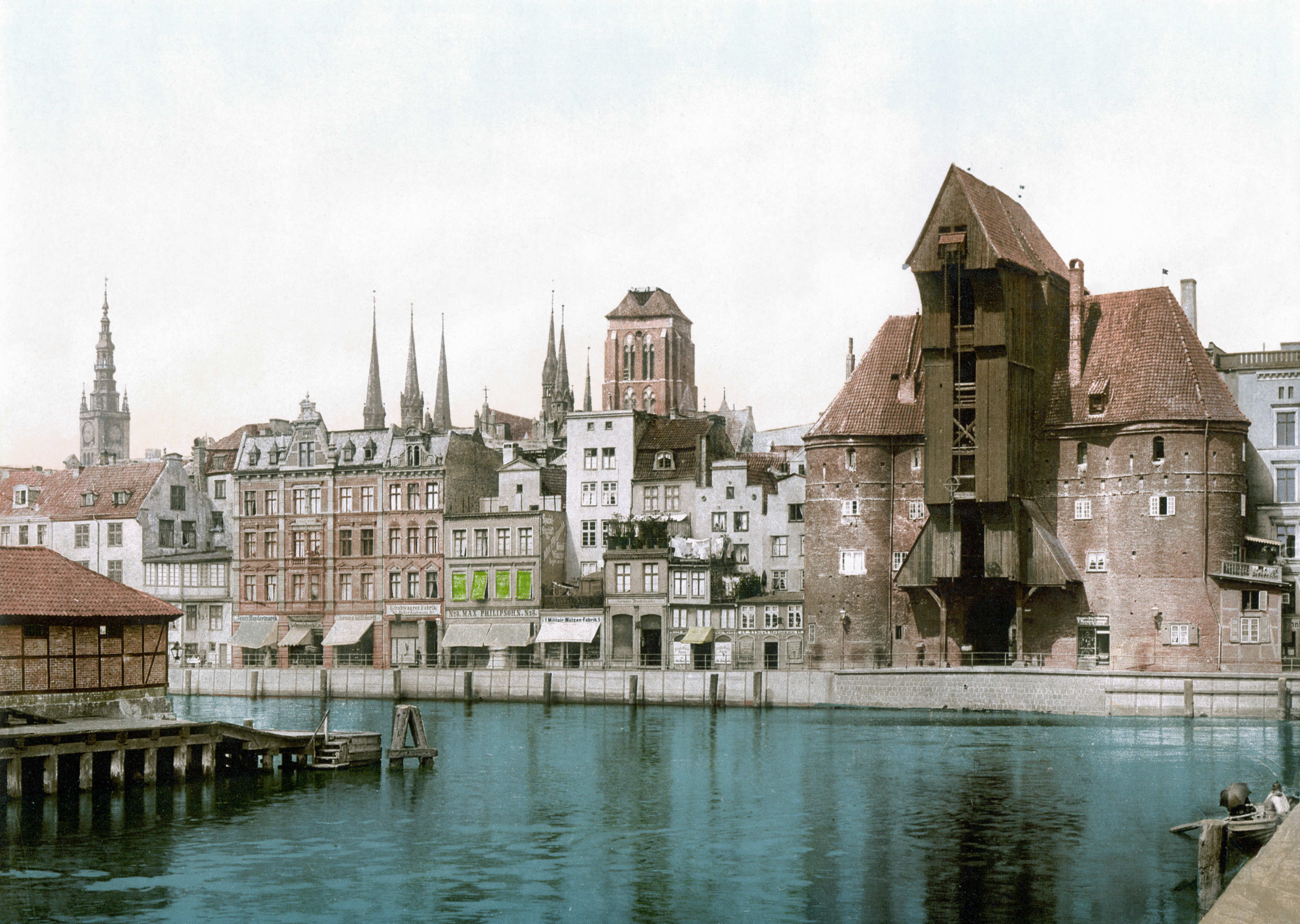
Gdańsk, 1890–1900

Populacja największych miast prowincji na przełomie XIX i XX wieku:
|    | miasto    | pop. 1890 | pop. 1900 | pop. 1910 | rejencja   | województwo w 1771 | źródło | 2014   |
| -- | --------- | --------- | --------- | --------- | ---------- | ------------------ | ------ | ------ |
| 1. | Gdańsk    | 120,338   | 140,563   | 170,337   | gdańska    | pomorskie          | [ 8 ]  | Polska |
| 2. | Elbląg    | 41,576    | 52,518    | 58,636    | gdańska    | malborskie         | [ 9 ]  | Polska |
| 3. | Toruń     | 27,018    | 29,635    | 46,227    | kwidzyńska | chełmińskie        | [ 10 ] | Polska |
| 4. | Grudziądz | 20,385    | 32,727    | 40,325    | kwidzyńska | chełmińskie        | [ 11 ] | Polska |